# Аренцано
Аренцано (італ. Arenzano, ліг. Arensen) — муніципалітет в Італії, у регіоні Лігурія,  метрополійне місто Генуя.
Аренцано розташоване на відстані близько 420 км на північний захід від Рима, 20 км на захід від Генуї.
Населення — 11 600 осіб (2014).

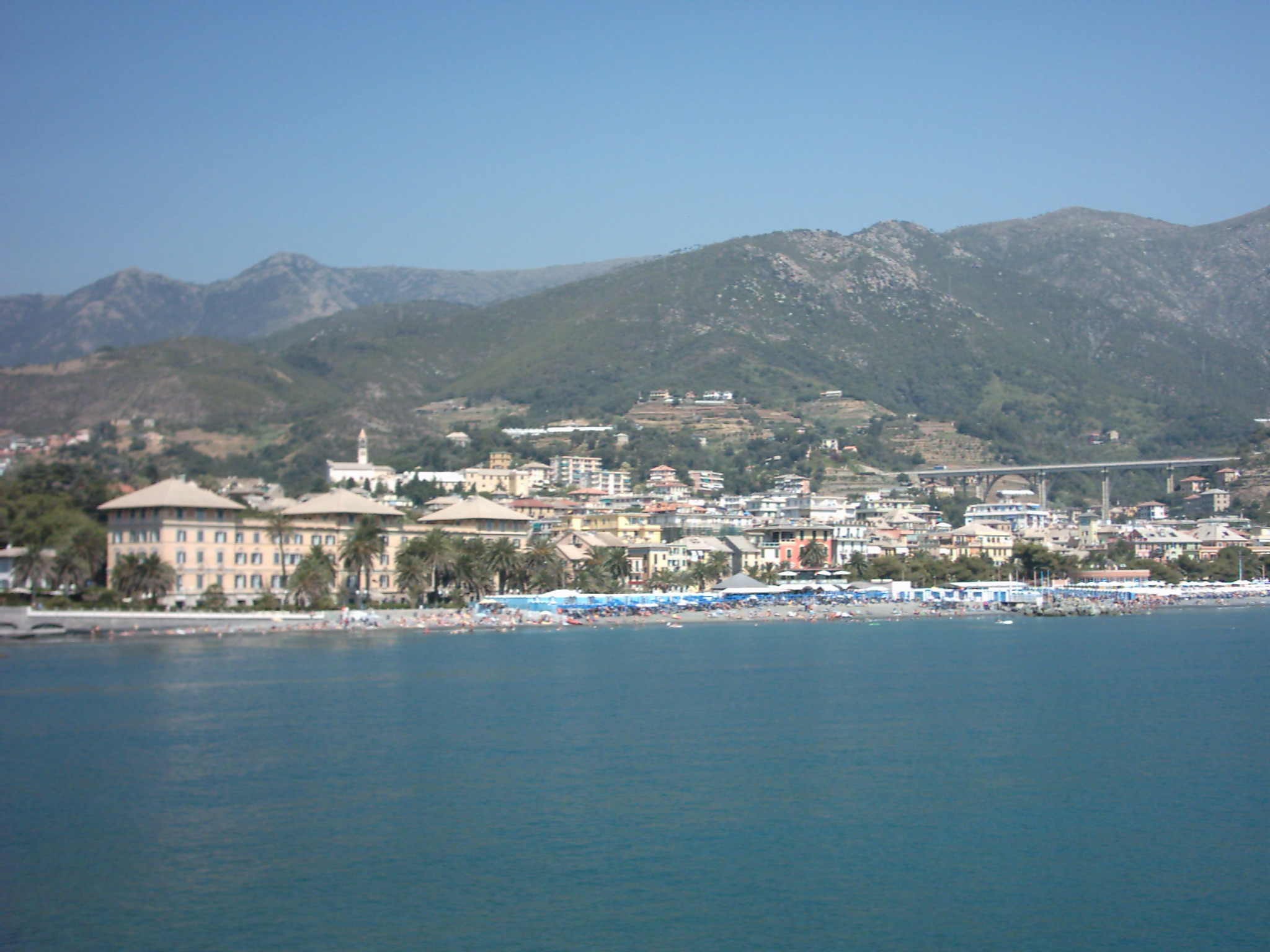

Щорічний фестиваль відбувається 28 липня. Покровитель — Santi Nazario e Celso.

## Демографія
Населення за роками:

Станом на 1 січня 2023 року в муніципалітеті офіційно проживало 400 іноземців з 63 країн, серед них 135 громадян країн Євросоюзу та 42 громадяни України.

## Сусідні муніципалітети
- Коголето
- Генуя
- Сасселло